# Federación Ecuestre Internacional
La Federación Ecuestre Internacional (FEI) es la organización que gobierna internacionalmente los deportes ecuestres. Esta federación no rige a las carreras de caballos, rodeo ni al polo, que tienen federaciones independientes. Ha organizado los Juegos Ecuestres Mundiales desde 1990. 
La FEI fue fundada en 1921 y tiene su sede actual en Lausana, Suiza. Cuenta en 2016 con la afiliación de 134 federaciones nacionales. El presidente en funciones, desde 2014, es Ingmar De Vos de Bélgica.

## Historia
La FEI fue fundada en 1921 por representantes de 8 federaciones nacionales: Bélgica, Dinamarca, Francia, Italia, Japón, Noruega, Suecia y Estados Unidos. Cuenta en 2016 con la afiliación de 134 federaciones nacionales.

## Disciplinas
Las siguientes especialidades hípicas son regidas por la FEI:
- Doma clásica
- Salto ecuestre
- Concurso completo
- Enduro o raid
- Volteo
- Enganches
- Paraecuestre

## Eventos
Las principales competiciones internacionales a cargo de la FEI son los Juegos Ecuestres Mundiales, que incluyen:
- Campeonato Mundial de Doma
- Campeonato Mundial de Saltos Ecuestres
- Campeonato Mundial de Concurso Completo
- Campeonato Mundial de Raid
- Campeonato Mundial de Volteo

Además de :
- Campeonato Europeo de Doma
- Campeonato Europeo de Saltos Ecuestres
- Campeonato Europeo de Concurso Completo
- Campeonato Europeo de Raid
- Copa de las Naciones de Saltos
- Copa del Mundo de Salto Ecuestre

## Organización
La estructura jerárquica de la federación está conformada por el presidente, el Secretario General y los Vicepresidentes, el Congreso, el Cuerpo Ejecutivo y los Comités Técnicos.
El presidente en funciones (2014) es Ingmar De Vos de Bélgica.

### Presidentes
| N.º | Periodo   | Nombre                                 | País           |
| --- | --------- | -------------------------------------- | -------------- |
| 1   | 1921-1927 | Barón du Teil                          | Francia        |
| 2   | 1927-1929 | Gerrit Johannes Maris                  | Países Bajos   |
| 3   | 1929-1931 | Karel F. Quarles van Ufford            | Países Bajos   |
| 4   | 1931-1935 | Guy V. Henry                           | Estados Unidos |
| 5   | 1935-1936 | Barón Adolf Max von Holzing-Berstett   | Alemania       |
| 6   | 1936-1939 | Karel F. Quarles van Ufford            | Países Bajos   |
| 7   | 1939-1946 | Magnus Rydman                          | Finlandia      |
| 8   | 1946-1954 | Barón Gaston de Trannoy                | Bélgica        |
| 9   | 1954-1964 | Príncipe Bernardo de Lippe-Biesterfeld | Países Bajos   |
| 10  | 1964-1986 | Príncipe Felipe de Edimburgo           | Reino Unido    |
| 11  | 1986-1994 | Princesa Ana de Windsor                | Reino Unido    |
| 12  | 1994-2006 | Infanta Pilar de Borbón                | España         |
| 13  | 2006-2014 | Princesa Haya Bint Al Husein           | Jordania       |
| 14  | 2014-     | Ingmar De Vos                          | Bélgica        |

### Federaciones nacionales
| África (21) | América (34) | Asia (35) | Europa (47) | Oceanía (2)             |
| --- | --- | --- | --- | ----------------------- |
| Argelia · Botsuana · Camerún · República Democrática del Congo · Egipto · Etiopía · Kenia · Lesoto · Libia · Madagascar · Malaui · Marruecos · Mauricio · Namibia · Senegal · Suazilandia · Sudáfrica · Sudán · Túnez · Zambia · Zimbabue | Antigua y Barbuda · Antillas Neerlandesas · Argentina · Bahamas · Barbados · Bermudas · Bolivia · Brasil · Islas Caimán · Canadá · Chile · Colombia · Costa Rica · Cuba · República Dominicana · Ecuador · El Salvador · Estados Unidos · Granada · Guatemala · Haití · Honduras · Islas Vírgenes de los Estados Unidos · Jamaica · México · Nicaragua · Panamá · Paraguay · Perú · Puerto Rico · Surinam · Trinidad y Tobago · Uruguay · Venezuela | Arabia Saudita · Baréin · Brunéi · Camboya · China · Corea del Sur · Emiratos Árabes Unidos · Filipinas · Hong Kong · India · Indonesia · Irán · Irak · Israel · Japón · Jordania · Kazajistán · Kuwait · Kirguistán · Líbano · Malasia · Mongolia · Birmania · Omán · Pakistán · Palestina · Catar · Singapur · Sri Lanka · Siria · Tailandia · China Taipéi · Turkmenistán · Uzbekistán · Yemen | Albania · Alemania · Andorra · Armenia · Austria · Azerbaiyán · Bélgica · Bielorrusia · Bulgaria · Chipre · Croacia · Dinamarca · Eslovaquia · Eslovenia · España · Estonia · Finlandia · Francia · Georgia · Grecia · Hungría · Irlanda · Italia · Letonia · Liechtenstein · Lituania · Luxemburgo · Macedonia del Norte · Malta · Moldavia · Mónaco · Noruega · Países Bajos · Polonia · Portugal · Reino Unido · República Checa · Rumania · Rusia · San Marino · Serbia · Suecia · Suiza · Turquía · Ucrania | Australia Nueva Zelanda |